# НХЛ у сезоні 1963—1964
НХЛ у сезоні 1963/1964 — 47-й регулярний чемпіонат НХЛ. Сезон стартував 8 жовтня 1963. Закінчився фінальним матчем Кубка Стенлі 25 квітня 1964 між Торонто Мейпл-Ліфс та Детройт Ред-Вінгс перемогою «Мейпл-Ліфс» 4:0 в матчі та 4:3 в серії. Це дванадцята перемога в Кубку Стенлі Торонто.

## Матч усіх зірок НХЛ
17-й матч усіх зірок НХЛ пройшов 5 жовтня 1963 року в Торонто: Торонто Мейпл-Ліфс — Усі Зірки 3:3 (2:2, 0:0, 1:1).

## Підсумкова турнірна таблиця
| # | Команда            | І  | В  | П  | Н  | ШЗ  | ШП  | Очки |
| - | ------------------ | -- | -- | -- | -- | --- | --- | ---- |
| 1 | Монреаль Канадієнс | 70 | 36 | 13 | 21 | 209 | 167 | 85   |
| 2 | Чикаго Блек Гокс   | 70 | 36 | 12 | 22 | 218 | 169 | 84   |
| 3 | Торонто Мейпл-Ліфс | 70 | 33 | 12 | 25 | 192 | 172 | 78   |
| 4 | Детройт Ред-Вінгс  | 70 | 30 | 11 | 29 | 191 | 204 | 71   |
| 5 | Нью-Йорк Рейнджерс | 70 | 22 | 10 | 38 | 186 | 242 | 54   |
| 6 | Бостон Брюїнс      | 70 | 18 | 12 | 40 | 170 | 212 | 48   |

## Найкращі бомбардири
| Гравець      | Команда                                  | І  | Г  | П  | О  | ШХ  |
| ------------ | ---------------------------------------- | -- | -- | -- | -- | --- |
| Стен Микита  | Чикаго Блек Гокс                         | 70 | 39 | 50 | 89 | 146 |
| Боббі Галл   | Чикаго Блек Гокс                         | 70 | 43 | 44 | 87 | 50  |
| Жан Беліво   | Монреаль Канадієнс                       | 68 | 28 | 50 | 78 | 42  |
| Енді Бетгейт | Нью-Йорк Рейнджерс та Торонто Мейпл-Ліфс | 71 | 19 | 58 | 77 | 34  |
| Горді Хоу    | Детройт Ред-Вінгс                        | 69 | 26 | 47 | 73 | 70  |

## Плей-оф

### Півфінали
| - 26 березня. Монреаль - Торонто 2:0 - 28 березня. Монреаль - Торонто 1:2 - 31 березня. Торонто - Монреаль 2:3 - 2 квітня. Торонто - Монреаль 5:3 - 4 квітня. Монреаль - Торонто 4:2 - 7 квітня. Торонто - Монреаль 3:0 - 9 квітня. Монреаль - Торонто 1:3 Серія: Монреаль - Торонто 3-4 | - 26 березня. Чикаго - Детройт 4:1 - 29 березня. Чикаго - Детройт 4:5 - 31 березня. Детройт - Чикаго 3:0 - 2 квітня. Детройт - Чикаго 2:3 ОТ - 5 квітня. Чикаго - Детройт 3:2 - 7 квітня. Детройт - Чикаго 7:2 - 9 квітня. Чикаго - Детройт 2:4 Серія: Чикаго - Детройт 3-4 |

### Фінал
- 11 квітня. Торонто - Детройт 3:2
- 14 квітня. Торонто - Детройт 3:4 ОТ
- 16 квітня. Детройт - Торонто 4:3
- 18 квітня. Детройт - Торонто 2:4
- 21 квітня. Торонто - Детройт 1:2
- 23 квітня. Детройт - Торонто 3:4 ОТ
- 25 квітня. Торонто - Детройт 4:0

Серія: Торонто - Детройт 4-3

## Призи та нагороди сезону
| Нагороди                 | Гравець       | Команда            |
| ------------------------ | ------------- | ------------------ |
| Пам'ятний трофей Колдера | Жак Лаперр'єр | Монреаль Канадієнс |
| Трофей Арта Росса        | Стен Микита   | Чикаго Блек Гокс   |
| Пам'ятний трофей Гарта   | Жан Беліво    | Монреаль Канадієнс |
| Приз Джеймса Норріса     | П'єр Пільот   | Чикаго Блек Гокс   |
| Приз Леді Бінг           | Кен Воррем    | Чикаго Блек Гокс   |
| Трофей Везини            | Чарлі Годж    | Монреаль Канадієнс |

| Нагорода               | Клуб               |
| ---------------------- | ------------------ |
| Приз принца Уельського | Монреаль Канадієнс |
| Кубок Стенлі           | Торонто Мейпл-Ліфс |

## Команда всіх зірок
| Перша команда                  | Позиція              | Друга команда                      |
| ------------------------------ | -------------------- | ---------------------------------- |
| Глен Голл, Чикаго Блек Гокс    | Воротар              | Чарлі Годж, Монреаль Канадієнс     |
| П'єр Пільот, Чикаго Блек Гокс  | Захисник             | Ельмер Васко, Чикаго Блек Гокс     |
| Тім Гортон, Торонто Мейпл-Ліфс | Захисник             | Жак Лаперр'єр, Монреаль Канадієнс  |
| Стен Микита, Чикаго Блек Гокс  | Центральний нападник | Жан Беліво, Монреаль Канадієнс     |
| Кен Воррем, Чикаго Блек Гокс   | Правий нападник      | Горді Хоу, Детройт Ред-Вінгс       |
| Боббі Галл, Чикаго Блек Гокс   | Лівий нападник       | Френк Маховлич, Торонто Мейпл-Ліфс |